# 特罗特·楚·索尔茨家族
贵族世家特罗特·楚·索尔茨（Trott zu Solz）家族源自黑森，属于黑森新教徒老贵族和（老黑森骑士）。该家族有史可考的先祖是骑士赫尔曼·特罗特（Hermann Trott），最早见于1253年的史料。该家族祖宅位于贝布拉，家族在当地拥有庄园。